# Infraphulia illimani
Infraphulia illimani är en fjärilsart som först beskrevs av Gustav Weymer 1890.  Infraphulia illimani ingår i släktet Infraphulia och familjen vitfjärilar. Inga underarter finns listade i Catalogue of Life.